# معتصم بن صمادح
مُعتَصم بن صَمادِح (نام کامل:ابویحیی متعصم محمد بن معن بن محمد بن احمد بن صمادح تُجیبی) (۱ ژانویه ۱۰۳۷–۱۴ مارس ۱۰۹۱) دومین امیر طائفه المَریه از بنی‌صمادح، ادیب و شاعر عرب اندلسی بود.

## زندگی
در سال ۴۴۳ق، امیر طائفه المریه پس از پدرش، معن بن صمادح شد؛ به اجماع دولت‌مردان و عمویش؛ حال آنکه به ۱۸ سالگی نرسیده بود. پدرش بیعت ولایت عهدی‌اش را گرفته بود. سپس معتصم، لقب المتعصم بالله و الواثق بفضل الله گرفت.
معتصم به آبادانی آلمریا همت گماشت، کاخی بزرگ ساخت که آذین‌بندی بسیار داشت. مجاری آب را به شهر کشاند و آن را به مسجد جامع آلمریا وصل کرد. سیستم آبیاری را در باغ‌ها منظم ساخت و کاخ‌های دیگر در بیرون شهر ساخت و این باغ‌ها را به آن وصل کرد.

معتصم بن صمادح به عنوان ادیب و شاعر نیز مشهور گشت که به دربارش شمار بسیاری از شاعران عصرش می‌آمدند؛ مانند وزیرش عبدالعزیز بن ارقم و عبادة القزاز و ابوالفضل برجی.